# 부양
부양(扶養)은 자기의 자력으로 생계를 이을 수 없는 자에 대한 경제적 급여이다. 부양은 크게 공적 부양과 사적 부양으로 나뉜다. 공적 부양은 공법인 대한민국의 국민기초생활보장법이나 일본의 생활보호법 등에서 다뤄지고, 사적 부양은 사법인 민법에서 주로 다뤄진다.

## 같이 보기
- 부양 (대한민국 민법)